# Agathopus (Gemmenschneider)
Agathopus war ein antiker römischer Gemmenschneider, wahrscheinlich tätig in Rom im 1. Jahrhundert v. Chr.
Er ist nur bekannt durch ein von ihm signiertes Aquamarin-Intaglio mit dem Porträt eines Römers republikanischer Zeit im Museo Archeologico Nazionale in Florenz. Weitere Gemmen wurden ihm aus stilistischen Gründen versuchsweise zugeschrieben.
Die gelegentlich angenommene Identität mit dem Goldschmied Marcus Iulius Agathopus ist aus chronologischen Gründen auszuschließen, da dieser erst nach 42 n. Chr. starb.